# ویپاریتا کارانی
ویپاریتا کارانی (سانسکریت: विपरीतकरणी ; IAST) معکوس انجام دادن است. هم آسانا و هم یک مودرا در هاتا یوگا است. در یوگا مدرن به عنوان ورزش است.

## ریشه‌شناسی
این نام از واژه‌های سانسکریت विपरीत viparīta، معکوس و करणी karaṇī، «نوع خاص تمرین» گرفته شده‌است. این وضعیت از قرن هفدهم به بعد در هاتا یوگا انجام شده‌است. 

مدل اولیه بیندوی هاتا یوگا ، همانطور که در هاتا یوگا پرادیپیکا و متون دیگر توضیح داده شده‌است. مودراهایی مانند ویپاریتا کارانی می‌توانند جریان را معکوس کنند و از دست دادن مایع حیاتی را متوقف کنند. [۳]
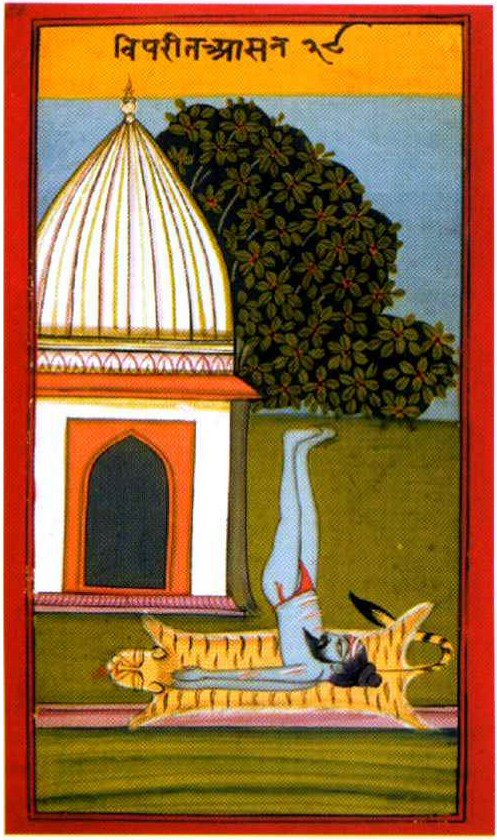
ویپاریتا کارانی با استفاده از پایه شانه ای از نسخه خطی مصور جوگا پرادیپیکا ، ۱۸۳۰

## شرح
ویپاریتا کارانی می‌تواند هر تمرینی باشد که در آن فرد وارونه باشد. این می‌تواند شامل آساناهای پایه شانه (Sarvangasana)، پایه سر (Sirsasana) یا پایه دستی (Adho Mukha Vrksasana) باشد. در هاتا یوگا پرادیپیکا، مانند اکثر متون کلاسیک در مورد هاتا یوگا، ویپاریتا کارانی به عنوان یک مودرا ذکر شده‌است، به این معنی که هدف آن هدایت انرژی به سمت بالا در بدن است، با استفاده از عمل گرانش بر روی بدن وارونه، برخلاف آساناهایی که در هاتا یوگا پرادیپیکا برای ایجاد ثبات استفاده می‌شوند.
در یکی از بیان‌های رایج ویپاریتا کارانی به عنوان آسانا در یوگای پوسچرال مدرن، این شبیه به Salamba Sarvāngāsana (ایستاده شانه حمایت شده) است اما با امتداد در ستون فقرات سینه ای (به جای ستون فقرات گردنی، آرنج‌ها روی زمین و دست‌ها در حمایت از باسن یا پایین کمر).